# Hasselman
Hasselman is een Nederlands, van oorsprong uit het Duitse Lipperode (nabij Lippstadt), afkomstig geslacht dat zich in het begin van de 18e eeuw in Amsterdam vestigde.

## Geschiedenis
De stamreeks begint met Bernt Hasselmann uit Lipperode. Zijn kleinzoon Johann Conrad Hasselmann (1675-1733) werd in 1701 poorter van Amsterdam en was er bakker aan de Herengracht. Tot zijn nageslacht behoort onder meer een aantal burgemeesters en een minister.
In 1927 en 1963 werd het geslacht opgenomen in het genealogische naslagwerk Nederland's Patriciaat.

## Enkele telgen

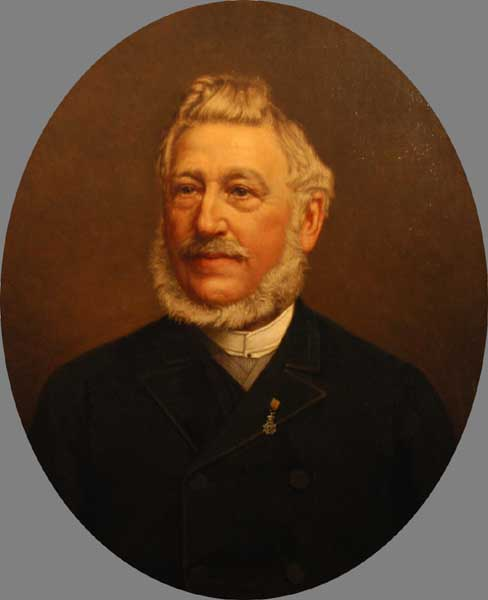
Benjamin Richard Ponningh Hasselman, burgemeester van Tiel

Dirk Hasselman (1788-1848), rijksontvanger in Herwijnen, getrouwd met Geertruida Adriana van den Bosch, zuster van Johannes van den Bosch
- Johannes Jerphaas Hasselman (1815-1895), resident te Jogjakarta, burgemeester van Tiel, minister van Koloniën, lid van de Tweede Kamer der Staten-Generaal en de Raad van State
- Catherinus Johannes Hasselman (1818-1875), suikerrietplanter, lid Provinciale Staten van Gelderland
  - Hendrik Dirk Stephaan Hasselman (1846-1915), rijkslandbouwleraar
    - Charlotte Catherine (Lotte) Hasselman (1878-1966); trouwde in in 1928 met jhr. dr. Matthieu René Radermacher Schorer (1888-1956), mecenas en bibliofiel
    - Hendrik Dirk Stephaan Hasselman (1880-1943), generaal

  - Caroline Suzette Hasselman (1852-1928), getrouwd met Daniel Ocker Heldewier (1840-1906), burgemeester van Wijk bij Duurstede, Harmelen en Veldhuizen
  - Eugenie Nanette Constance Hasselman (1855-1937), schilderes
  - Dirk Catharinus Hasselman (1864-1942), burgemeester van Zoelen
- Benjamin Richard Ponningh Hasselman (1828-1897), suikerrietplanter, burgemeester van Tiel
  - Catharinus Johannes Hasselman (1861-1944)
  - Meinard Hasselman (1867-1935), kunstschilder